# バビロンA.D.
『バビロンA.D.』（Babylon A.D.）は、2008年に公開されたアメリカ合衆国とフランスとイギリスの合作によるSFアクション映画。
マチュー・カソヴィッツ監督、ヴィン・ディーゼル主演。モーリス・G・ダンテックのSF小説『バビロン・ベイビーズ』を原作としている。

## あらすじ
戦争やテロが頻発している近未来。テロリストとして指名手配され、新セルビアに潜伏している傭兵のトーロップはある日、武装集団に襲撃され、彼らを雇ったマフィアのゴルスキーと引き合わされる。彼が出した依頼は、オーロラという若い女性を宗教団体ノーライト派の修道院から6日間でアメリカに運んで欲しいというもの。多額の金とアメリカへの入国パスポートに魅力を持ったトーロップは彼女の護衛であるシスター・レベッカとともにオーロラを送り届ける旅に出るが、彼らはそこでオーロラを巡る者達の争いに巻き込まれていく。

## キャスト
| 役名               | 俳優                       | 日本語吹替 |
| ------------------ | -------------------------- | ---------- |
| トーロップ         | ヴィン・ディーゼル         | 大塚明夫   |
| シスター・レベッカ | ミシェル・ヨー             | 野沢由香里 |
| オーロラ           | メラニー・ティエリー       | 木下紗華   |
| ダルクワンディエ   | ランベール・ウィルソン     | 田原アルノ |
| フィン             | マーク・ストロング         | 木下浩之   |
| ノーライト派教主   | シャーロット・ランプリング | 弥永和子   |
| ゴルスキー         | ジェラール・ドパルデュー   | 石住昭彦   |
| ニュートン医師     | ジョエル・カービー         | 仲野裕     |

- その他の日本語吹き替え：赤城進／斉藤次郎／東城光志／魚建／新田万紀子／木村雅史／星野充昭／高瀬右光／藤井啓輔／勝沼紀義／田中晶子／山田智子／石川綾乃／細川量代／鈴森勘司／小林美奈

## 備考
- 監督のマチュー・カソヴィッツは「撮影現場に弁護士がいて、1シーンとて脚本通りに撮れなかった」「『24 -TWENTY FOUR-』の出来の悪い1話のようだ」として本作を批判している。が、しかしプロならその条件下でも演出を行うのが真のプロと、制作の立場の人間からは批判も多い。また実際の作品も後半の展開が唐突であり、疑問を持つレビューをする観客も多い。
- 格闘家のジェロム・レ・バンナが出演し、ヴィン・ディーゼルとの格闘戦を披露している。
- ヒロイン「オーロラ」を追跡するグループのメンバー達はフランス発祥のパルクールを取り入れたアクションを行っている。
- スノーモービルでのチェイスシーンは、スノーモービルチーム「スレッドネックス SLEDNECKS」のメンバーで、Xゲーム大会優勝者であるクリス・ブラントとジャンプ飛距離で世界記録を持つポール・サッカーが担当している。
- ヴィンディーゼルが演じる傭兵「トーロップ」は原作者のデビュー作『レッド・サイレン』、全ての鍵を握る科学者「ダルクワンディエ」は原作者の2作目『悪の根』の主要登場人物である。また『レッド・サイレン』はフランスで映画化され、ジャン＝マルク・バールが「トーロップ」を「ヒューゴー」というファーストネームで演じている。